# Grad se nastavlja (1976.)
Grad se nastavlja, propagandni i dokumentarni film redatelja Ivana Martinca iz 1976. godine. Sinopsis je napisao Vladimir Mušič, snimio Ante Verzotti, a glazba je djelo Alfija Kabilja. Snimljen je u vrijeme građevinskog ostvarivanja projekta Splita 3. Prikazivao se je u kinima u okviru Filmskih novosti. Film je snimljen u produkciji Slavice filma iz Splita.